# Paulo Gali
Paulo Domingos Gali da Costa Freitas là cầu thủ bóng đá chuyên nghiệp người Đông Timor đang thi đấu cho  PSIS Semarang .